# Euonyma
Euonyma é um género de gastrópode  da família Subulinidae.
Este género contém as seguintes espécies:
- Euonyma curtissima Verdcourt
- Euonyma laeocochlis (Melvill & Ponsonby, 1896)